# Aldwincle
Aldwincle est un village du Northamptonshire en Angleterre.